# 光州明花洞古墳
光州明花洞古墳（クァンジュ めいかどうこふん/ミョンファドンゴブン）は、大韓民国（韓国）光州広域市光山区明花洞にある古墳。形状は長鼓墳（前方後円形墳）。光州広域市記念物第22号に指定されている（指定名称は「명화동장고분（明花洞長鼓墳）」）。
朝鮮半島南部には長鼓墳10数基が分布し、日本に多く存在する前方後円墳との関連が指摘されるが、本古墳はそのうちの1つになる。

## 概要
朝鮮半島南部、光州広域市西部の標高30メートルほどの丘陵上に築造された古墳である。1993年と1994年の2度、国立光州博物館により発掘調査がなされている。
墳形は前方後円形で、前方部を北北西方向に向ける。現在までに墳丘西側は民家、後円部南側は畑、前方部中央は現代墓の建設により変形を受けている。前方部は扇状の広がりが認められる一方、墳丘表面には葺石・段築・造出などの外部施設は認められていない。墳丘周囲には盾形の周濠が巡らされるほか、墳丘裾の一部には円筒埴輪状の土製品列が確認されている。この土製品には格子文や鳥足文が倒立技法で施されているほか、その製作には百済の陶質土器との関連が指摘される。
埋葬施設は横穴式石室で、後円部西寄りに構築されている。石室は破壊を受けており、系譜などの詳細は明らかでないが、羨道を西側くびれ部方向（現在は非開口）とし、推定規模は長さ2.15メートル・幅2メートル・高さ1.5メートルを測る。石室からは石鏃・胡籙金具・鉸具・陶質土器片などの百済系文物が検出されており、他地域からの文物は見つかっていない。また特に釘などの発見から、木棺が玄室に安置されたと見られている。
この明花洞古墳は、三国時代の6世紀前半-中頃の築造と推定される。古墳の下からは青銅器時代の住居跡が発見され、当地での古くからの人々の居住が推測される。しかし一帯に在地系古墳の系譜はなく、この明花洞古墳はこの地域で突如出現した古墳に位置づけられる。
古墳域は1995年4月20日に光州広域市記念物第22号に指定された。出土品は国立光州博物館に展示されている。

## 墳丘
墳丘の規模は次の通り。
- 墳丘長：33メートル
- 後円部直径：18メートル
- 前方部幅：24メートル

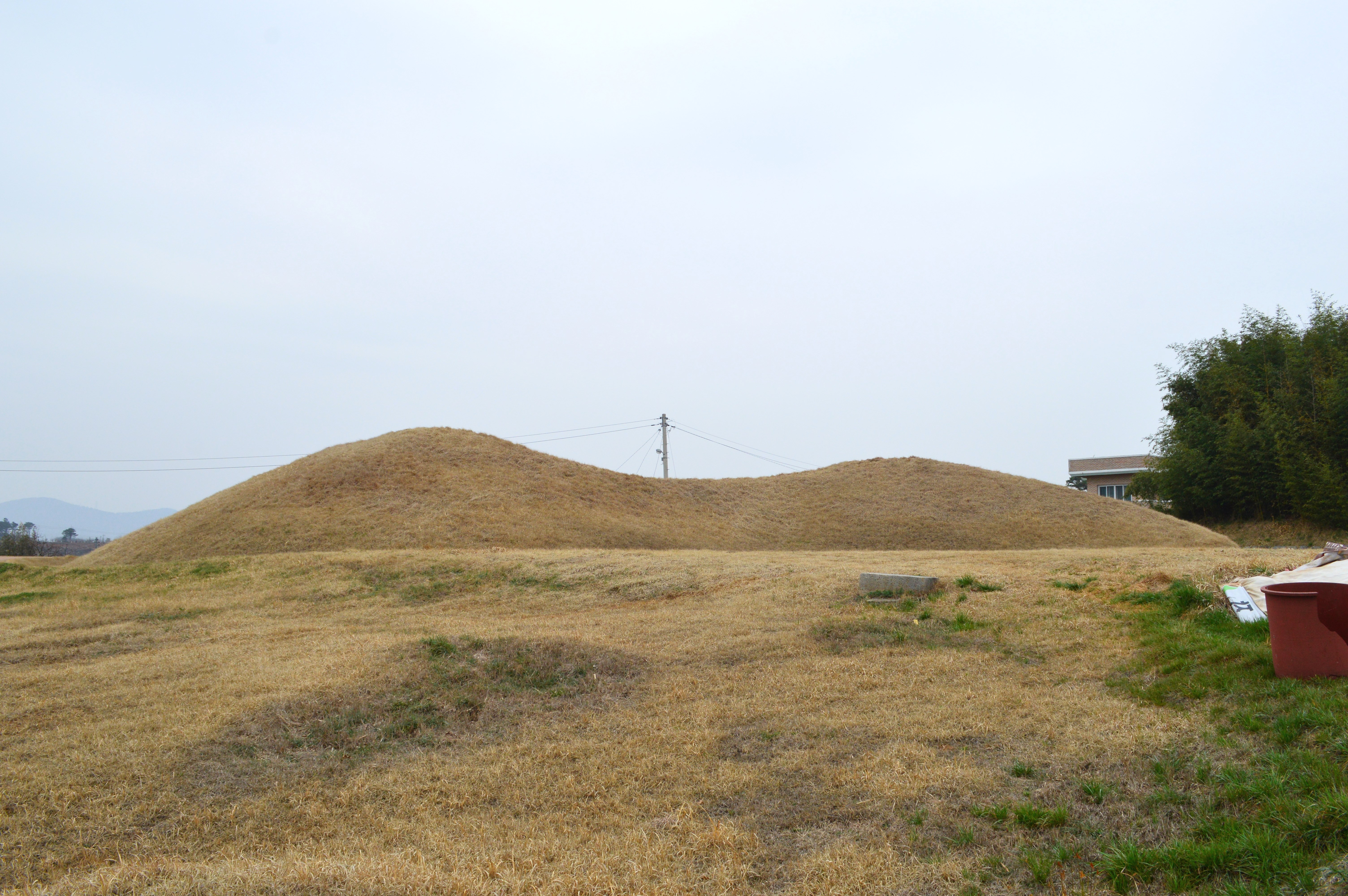
横から望む墳形（右が前方部）

墳丘の外形に関しては、寺山古墳（福岡県飯塚市）や永山古墳（大阪府堺市）との類似が指摘される。

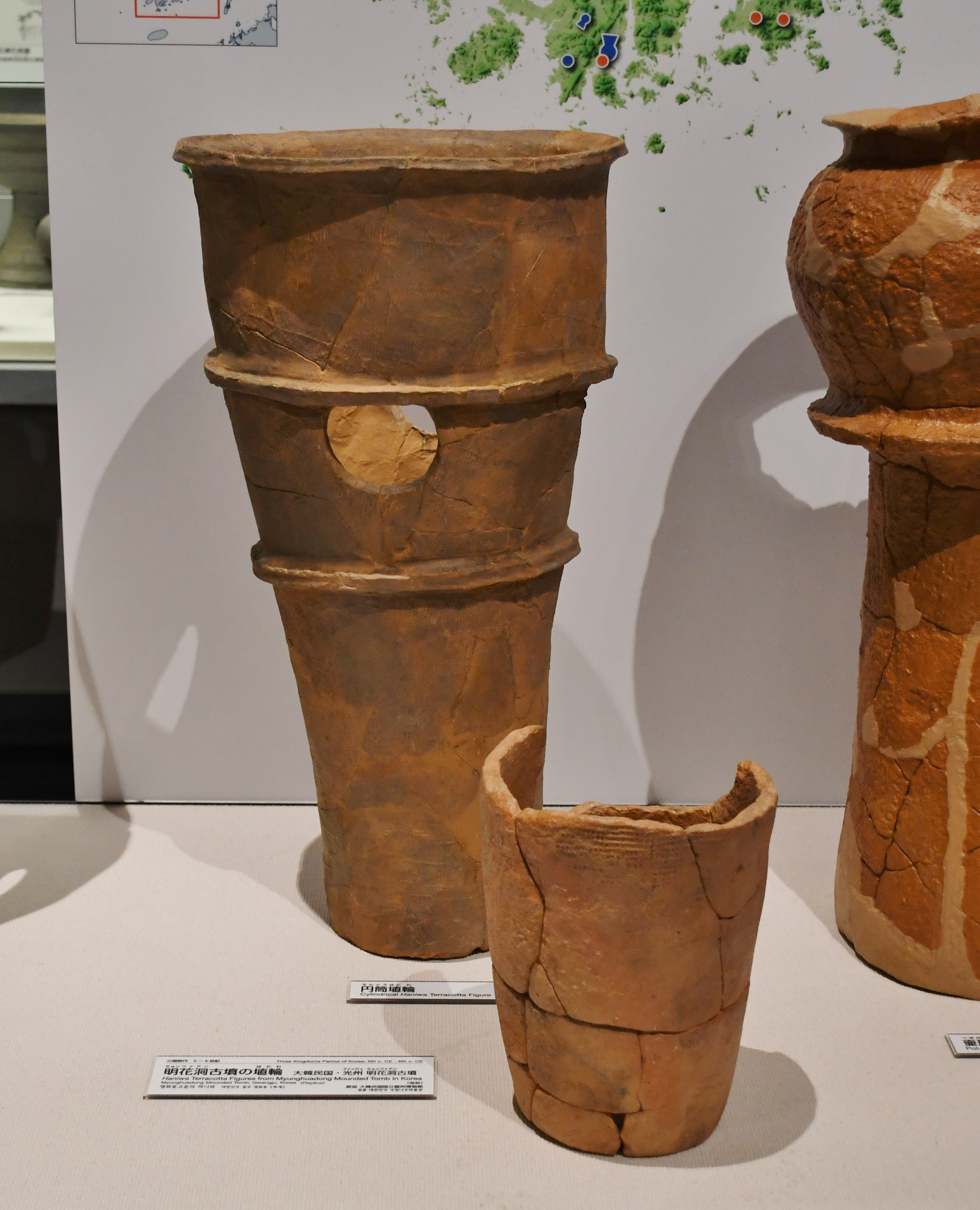
円筒形土製品（複製） 国立歴史民俗博物館展示。

## 文化財

### 光州広域市記念物
- 명화동장고분（明花洞長鼓墳） - 光州広域市記念物第22号。1995年4月20日指定[1]。

## 現地情報
所在地
- 光州広域市光山区明花洞170-5番地（광주광역시 광산구 명화동 170-5번지）

交通アクセス
- バス：光州広域市の市内バスで「명화동（明花洞）」バス停下車 （下車後北東方へ徒歩約550メートル）
- 鉄道：光州都市鉄道1号線 平洞駅 （西方へ約5キロメートル）